# Leonardo Caffo
Leonardo Caffo (Catania, 22 novembre 1988) è un filosofo, scrittore, curatore editoriale opinionista italiano, noto soprattutto per le sue teorie sugli Animal studies, il postumano contemporaneo e l'antispecismo (“antispecismo debole”, nella sua versione), per cui è stato anche criticato da alcuni media.

## Biografia
Si è laureato in Filosofia all'Università degli Studi di Milano e ha conseguito il dottorato, sempre in Filosofia, presso l'Università degli Studi di Torino, dove, sotto la guida di Maurizio Ferraris, ha poi lavorato al Laboratorio di Ontologia. Dal 2017 al 2020 ha insegnato Ontologia della progettazione presso la facoltà di Architettura del Politecnico di Torino, diventando poi  Professore di Estetica dei Media a tempo indeterminato presso Nuova Accademia di Belle Arti di Milano. Ha insegnato sporadicamente alla Scuola Holden e al Made Program della Accademia di Belle Arti Rosario Gagliardi a Siracusa.
A Milano è stato tra i fondatori del caffè letterario Walden. Nel 2018 è entrato a far parte, appoggiandone il progetto, nell'advisory panel italiano del Movimento per la democrazia in Europa 2025 (DiEM25). Nel febbraio 2019, assieme a Margherita D'Amico, conduce un programma radiofonico su Rai Radio 3, intitolato "L'umanità e altri animali"
È collaboratore de La Lettura e di Internazionale dove ha tenuto una rubrica fissa per anni; scrive saltuariamente anche sulle pagine culturali de La Sicilia, L'Espresso, Il manifesto e il Corriere della Sera. Ha tenuto un blog su The Huffington Post.
Ha diretto la rivista Animot: l’altra filosofia ed è opinionista di varie trasmissioni televisive, come Tagadà o Porta a Porta.
Ha partecipato come speaker all'edizione 2019 del FestivalFilosofia di Modena con una lectio sull'antropocentrismo e le "persone non umane".
È stato curatore del Public Program 2020 della Triennale di Milano e è stato Filosofo in Residenza presso il Museo d'arte contemporanea del castello di Rivoli.

## Pensiero e lavori
Per le sue posizioni  antispecistiche interviene spesso su reti televisive e radiofoniche italiane e straniere, oltre che in festival culturali.
La sua teoria dell'antispecismo debole, e quella del postumano contemporaneo, è stata dibattuta nella stampa specializzata.
Ne La vita di ogni giorno (edito da Einaudi nel 2016) si è invece occupato di filosofia in senso più ampio e divulgativo proponendo una "alternativa filosofica".
In Fragile umanità. Il postumano contemporaneo (Einaudi, 2017), "si interroga su quale possa essere il nuovo paradigma di vita destinato a sostituire l'Homo sapiens".
È stato definito da Maurizio Ferraris nel 2017 «il più promettente, versatile e originale tra i giovani filosofi italiani».
Ha pubblicato le sue ricerche su riviste filosofiche quali The Monist, Journal of Animal Ethics, Domus, Rivista di Estetica.

## Controversie
L'ex compagna di Leonardo Caffo – l'artista Carola Provenzano con la quale aveva un rapporto dal 2019, una figlia, e con cui aveva anche collaborato (copertine dei suoi libri sono spesso disegnate da lei) – ha presentato una denuncia nel luglio 2022 contro di lui, che raccoglie vari episodi di maltrattamenti, per i quali è stato rinviato a giudizio Il 10 dicembre 2024 la quinta sezione penale del Tribunale di Milano, lo ha condannato in primo grado a 4 anni  per i reati di maltrattamenti e lesioni gravi. A tale condanna il Tribunale ha aggiunto una provvisionale di 45mila euro e l’interdizione dai pubblici uffici per 5 anni. 
Caffo ha annunciato ricorso in appello continuando a dirsi estraneo ai fatti La vicenda ha suscitato un dibattito sulla stampa anche a causa del controverso invito di Chiara Valerio alla fiera romana della piccola e media editoria.

## Opere
- Soltanto per loro, Roma, Aracne, 2011, ISBN 978-88-548-4510-7.
- Azioni e natura umana, Rimini, Fara, 2011, ISBN 9788897441069.
- La possibilità di cambiare, Milano-Udine, Mimesis, 2012, ISBN 978-88-575-1108-5.
- Flatus Vocis, Aprilia, Novalogos, 2012, ISBN 978-88-9733-907-6.
- Adesso l'animalità, Perugia, Graphe.it, 2013, ISBN 978-88-97010-45-6.
- Il maiale non fa la rivoluzione, Casale Monferrato, Sonda, 2013, ISBN 978-88-7106-701-8.
- Margini dell’umanità, illustrazioni di Tiziana Pers, Milano-Udine, Mimesis, 2014, ISBN 978-88-575-2137-4.
- Il bosco interiore, Casale Monferrato, Sonda, 2015, ISBN 978-88-7106-767-4.
- Del destino umano. Nietzsche e i quattro errori dell'umanità, Prato, Piano B, 2016, ISBN 978-88-99271-80-0.
- La vita di ogni giorno, Torino, Einaudi, 2016, ISBN 978-88-06-23129-3.
- Fragile Umanità. Il postumano contemporaneo, Torino, Einaudi, 2017, ISBN 978-88-06231-11-8.
- 28 anni. O della filosofia giovanile, in H.D. Thoreau, Disobbedienza Civile, Torino, Einaudi, 2018, ISBN 9788806236861, pp. V-XIII.
- Vegan. Un manifesto filosofico, Torino, Einaudi, 2018, ISBN 9788806235628.
- Il cane e il filosofo. Lezioni di vita dal mondo animale, Milano, Mondadori, 2020, ISBN 9788804723226.
- Dopo il COVID 19. Punti per una discussione, Milano, Nottetempo, 2020, ISBN 9788874528394.
- Quattro Capanne. O della semplicità, Milano, Nottetempo, 2020, ISBN 9788874528066.
- Essere Giovani. Racconto filosofico sul significato dell'adolescenza, Milano, Ponte alle Grazie, 2021, ISBN 9788833316420.
- La montagna di fuoco. Etna, la madre, Milano, Ponte alle Grazie, 2022, ISBN 9788833316857.
- Velocità di fuga. Sei parole per il contemporaneo, Torino, Einaudi, 2022, ISBN 9788806251666.
- Animal Liberation Front. Una relazione per lo Stato Civile, Roma, TLON, 2023, ISBN 9791255540052.
- La scomparsa del pubblico, Quaderni di Ricerca del Castello di Rivoli Museo D'arte Contemporanea, ISBN 9788894481754.
- Anarchia. Il ritorno del pensiero selvaggio, Milano, Raffaello Cortina Edizioni, 2024, ISBN 9788832856279.

### In collaborazione con altri
- Leonardo Caffo e Valentina Sonzogni, Un'arte per l'altro. L'animale nella filosofia e nell'arte, Firenze, goWare, 2013, ISBN 9788867971244. Edizione cartacea: Graphe.it, Perugia 2014 - ISBN 978-88-97010-61-6; 
  - (EN)  An Art for the Other. Animals in Art and Philosophy, New York, Lantern Books, 2015 - ISBN 978-15-9056-489-9;
  - (FR) Un art pour l’autre. L’animal dans la philosophie et dans l’art, Parigi, L'Harmattan, 2015 – ISBN 978-2-336-30725-1)
- Leonardo Caffo e Luca Taddio (a cura di), Radicalmente liberi: A partire da Marco Pannella, Milano-Udine, Mimesis, 2014, ISBN 978-88-5752-325-5
- Leonardo Caffo e Roberto Marchesini, Così parlò il postumano, a cura di. E. Adorni, Aprilia, Novalogos, 2014, ISBN 978-88-97339-31-1.
- Leonardo Caffo e Felice Cimatti (a cura di), A come Animale, Milano, Bompiani, 2015, ISBN 978-88-452-7857-0.
- Leonardo Caffo e Melanie Joy, Manifesto per gli animali, Roma-Bari, Laterza, 2018, ISBN 9788858133538.
- Leonardo Caffo e Azzurra Muzzonigro, Costruire Futuri. Migrazioni, città, immaginazioni, Milano, Bompiani, 2018, ISBN 978-88-45295-78-2
- Leonardo Caffo e Valentina Sonzogni, A partire da Tiziano Terzani, con prefazione di Angela Terzani, Pordenone, Safarà, 2019, ISBN 9788897561859.
- Leonardo Caffo e Franco La Cecla, Intromettersi, Milano, Elèuthera, 2020, ISBN 9788833020747.

## Premi
- Premio Nazionale Frascati Filosofia: 2015 (miglior esordiente)[31]